# 舞浜ゆめの
舞浜 ゆめの（まいはま ゆめの）は、2012年1月から放送されている東京ディズニーリゾートのCMに登場する架空の人物。名前の由来は、東京ディズニーリゾートの所在地である「舞浜」と、「夢の国」から。

## プロフィール
- 11月18日生まれ。
- 東京都出身。
- 甘いものが大好き。

### 略歴
幼少期
よちよち歩きしていたころ、トゥーンタウンに行き、ポップコーンをキャラクターたちに分けたりしていた。
小学生時代
シンデレラ城へ行き、ガラスの靴にチャレンジするも、ぴったり合わずにしょげる。しかしその後、母親の「いつかゆめのにぴったりのガラスの靴をもって王子様が来るわ。」という言葉に元気を取り戻す。その後、シンデレラと出会った。
高校生時代
まい、ちさとと訪問。昼間にケンと知り合い、夕方にスプラッシュマウンテンを楽しむ。
大学生時代
舞浜駅でケンと待ち合わせてからクリッターカントリーへ行き、スプラッシュマウンテンを楽しむ。
結婚
ケンとシンデレラ城前でディズニー・ロイヤルドリーム・ウェディングを挙げた。
出産
娘のかのんが誕生。トゥーンタウンとエレクトリカルパレードを楽しむ。
老齢期
娘のかのんからのプレゼントで赴く。ちょうどその時はかのんの出産をも控えていた。

## 彼女の関係者
まい
ゆめのの友人。眼鏡をかけている。その後結婚して子供が生まれ、さらに孫まで生まれたとのこと。
ちさと
ゆめのの友人。ゆめのと仲良し。
ケン
ゆめののボーイフレンド。TDLの初心者。ゆめのが高校生の時に知り合い、その後結婚した。ゆめのからは「ケンちゃん」と呼ばれる。絶叫マシンが少し苦手。顔は表示されない。
かのん
ケンとゆめのの娘。顔つきは、幼少期のゆめのそっくり。名前の由来は、2人の名前の一部分（「ゆめの」の「の」と「ケン」の「ン」）から。
ゆめのの母親
幼少期のみ登場。